# AFCフットサルクラブ選手権
AFCフットサルクラブ選手権（英語: AFC Futsal Club Championship）は、アジアサッカー連盟 (AFC) が主催する、アジアのクラブチームによるフットサル大会である。開催国イランの治安悪化により延期されていたが、2010年3月4日から3月12日にかけてイランのエスファハーンで第1回大会が開催された。2013年大会は日本の愛知県で開催された。

## 歴代大会結果
| 開催年      | 開催国                                         | 優勝                                           | スコア                                         | 準優勝                                         |
| ----------- | ---------------------------------------------- | ---------------------------------------------- | ---------------------------------------------- | ---------------------------------------------- |
| 2010年 詳細 | イラン                                         | フォーラド・マハン・セパハン                   | 5 - 2                                          | アル・サッド                                   |
| 2011年 詳細 | カタール                                       | 名古屋オーシャンズ                             | 3 - 2 （延長 1 - 0）                           | シャヒド・マンスーリ                           |
| 2012年      | クウェート                                     | サナエ・ギティ・パサン                         | 2 - 1                                          | アルドゥス・タシュケント                       |
| 2013年      | 日本                                           | チョンブリー・ブルーウェーブ                   | 1 - 1 （延長 0 - 0） （PK戦 4 - 1）            | サナエ・ギティ・パサン                         |
| 2014年      | 中国                                           | 名古屋オーシャンズ                             | 5 - 4 （延長 1 - 0）                           | チョンブリー・ブルーウェーブ                   |
| 2015年      | イラン                                         | タシサット・ダリアエイ                         | 5 - 4                                          | アルカディシア SC                              |
| 2016年      | タイ                                           | 名古屋オーシャンズ                             | 4 - 4 （延長 1- 1） （PK戦 6 - 5）             | ナフィト・アルワサト                           |
| 2017年      | ベトナム                                       | チョンブリー・ブルーウェーブ                   | 3 - 2                                          | サナエ・ギティ・パサン                         |
| 2018年      | インドネシア                                   | メス・スングン                                 | 4 - 2                                          | タイ・ソン・ナン                               |
| 2019年      | タイ                                           | 名古屋オーシャンズ                             | 2 - 0                                          | メス・サンガン・バルザガン                     |
| 2020年      | 新型コロナウイルス感染症の世界的流行により中止 | 新型コロナウイルス感染症の世界的流行により中止 | 新型コロナウイルス感染症の世界的流行により中止 | 新型コロナウイルス感染症の世界的流行により中止 |
| 2021年      | 新型コロナウイルス感染症の世界的流行により中止 | 新型コロナウイルス感染症の世界的流行により中止 | 新型コロナウイルス感染症の世界的流行により中止 | 新型コロナウイルス感染症の世界的流行により中止 |
| 2022年      | 新型コロナウイルス感染症の世界的流行により中止 | 新型コロナウイルス感染症の世界的流行により中止 | 新型コロナウイルス感染症の世界的流行により中止 | 新型コロナウイルス感染症の世界的流行により中止 |